# Нильсен, Эрлинг (футболист)
Э́рлинг Ни́льсен (дат. Erling Nielsen, 2 января 1935, Оденсе — 15 сентября 1996) — датский футболист, игравший на позиции полузащитника. Выступал за клуб «Б-1909». Участник чемпионата Европы 1964 года в составе национальной сборной Дании.

## Клубная карьера
В 1954 году дебютировал в профессиональном футболе за команду «Б-1909», цвета которой и защищал на протяжении всей своей карьеры игрока, длившейся одиннадцать лет. В составе команды выиграл чемпионат Дании в сезонах 1959 и 1964 годов и Кубок Дании в 1962 году. В сезоне 1962/1963 дошёл до четвертьфинала Кубка обладателей кубков, где датский клуб был разгромлен немецким «Нюрнбергом» по сумме двух матчей (0:1 и 0:5). В первом квалификационном раунде отметился забитым мячом в ворота люксембургской команды «Альянс Дюделанж».

## Карьера в сборной
14 сентября 1958 года дебютировал в официальных матчах в составе национальной сборной Дании в рамках чемпионата Северной Европы против Финляндии (4:1).
В составе сборной был участником чемпионата Европы 1964 года во Франции, где принял участие в обоих матчах своей команды. Сначала он отыграл весь полуфинальный матч против СССР (0:3), а затем вышел на поле в матче за третье место против Венгрии (1:3), где его команда уступила в дополнительное время.
Таким образом, в течение карьеры в национальной команде, которая длилась 7 лет, Нильсен провёл в её форме 3 матча.
Скончался 15 сентября 1996 года на 62-м году жизни.

## Статистика

### Матчи Нильсена за сборную Дании
| Матчи Нильсена за сборную Дании | Матчи Нильсена за сборную Дании | Матчи Нильсена за сборную Дании | Матчи Нильсена за сборную Дании | Матчи Нильсена за сборную Дании | Матчи Нильсена за сборную Дании     |
| ------------------------------- | ------------------------------- | ------------------------------- | ------------------------------- | ------------------------------- | ----------------------------------- |
| №                               | Дата                            | Соперник                        | Счёт                            | Голы Нильсена                   | Соревнование                        |
| 1                               | 14 сентября 1958                | Финляндия                       | 4:1                             | —                               | Чемпионат Северной Европы 1956—1959 |
| 2                               | 17 июня 1964                    | СССР                            | 0:3                             | —                               | Чемпионат Европы 1964               |
| 3                               | 20 июня 1964                    | Венгрия                         | 1:3                             | —                               | Чемпионат Европы 1964               |

Итого: 3 матча / 0 голов; 1 победа, 0 ничьих, 2 поражения.